# Battaglia di Olmedo (1445)
La prima battaglia di Olmedo avvenne il 19 maggio del 1445, fuori dalle mura della città castigliana omonima. Questo scontro mise termine alla guerra civile castigliana del 1437-1445. 
La battaglia è la diretta conseguenza della confisca delle rendite di Giovanni di Navarra da parte di Giovanni II di Castiglia e del Connestabile di Castiglia Álvaro de Luna, per ribaltare la sentenza di Medina del Campo. Quando Álvaro de Luna riprese il controllo delle sue terre nel 1444, il re navarro invase la Castiglia con un esercito sostenuto da suo fratello Alfonso V d'Aragona. Il re castigliano partì da Medina del Campo alla testa del suo esercito con l'intenzione di fermare l'avanzata dei suoi nemici, gli infanti d'Aragona, ormai già oltre la sierra di Guadarrama con un esercito congiunto, rinforzato dagli apporti di alcuni nobili castigliani. Lo scontro avvenne a Olmedo, risolvendosi con una rapida vittoria dei castigliani. Gli infanti d'Aragona vennero così espulsi dalla Castiglia.
La prima battaglia di Olmedo non deve essere confusa con la seconda omonima battaglia, avvenuta il 20 agosto 1467.